# Saint-Savin (Vienne)
Saint-Savin, früher Saint-Savin-sur-Gartempe genannt, ist eine französische Gemeinde im Département Vienne in der Region Nouvelle-Aquitaine mit 816 Einwohnern (Stand 1. Januar 2022). Die Gemeinde im Arrondissement Montmorillon wurde vor allem durch die Abtei Saint-Savin-sur-Gartempe, welche 1983 als UNESCO-Weltkulturerbe ausgezeichnet wurde, bekannt.

## Etymologie
Savin ist der Name eines Bischofs, der auch Sabinian genannt wird. Er war der erste Bischof von Sens und hat in der zweiten Hälfte des dritten Jahrhunderts gewirkt. Er hat mehrere Kirchen gegründet, so wahrscheinlich auch diese Abtei. Gartempe heißt der kleine Fluss, der direkt am Chor der Abteikirche vorbeifließt.

## Geografie
Saint-Savin liegt im Tal der Gartempe, direkt am Ufer des Flusses auf einer mittleren Höhe von 87 m. Ursprünglich an der Grenze der historischen Provinzen Poitou und Berry gelegen, ist Saint-Savin heute dem Département Vienne zugeordnet. Die Entfernung von Paris beträgt etwa 310 km, von Poitiers ca. 45 km.

## Wappen
Beschreibung: In Blau ein goldenes gekröntes großbuchstabiges E, drei goldene Lilien begleiten ein gekreuztes goldgegrifftes Messer mit Silberklinge und ein goldener Palmwedel.

## Geschichte
Erste Spuren zeugen von einer Besiedelung in der gallo-römischen Epoche. 1820 wurde die ehemals selbständige Kommune Mont-Saint-Savin eingemeindet.
| Bevölkerungsentwicklung | Bevölkerungsentwicklung | Bevölkerungsentwicklung | Bevölkerungsentwicklung | Bevölkerungsentwicklung | Bevölkerungsentwicklung | Bevölkerungsentwicklung | Bevölkerungsentwicklung | Bevölkerungsentwicklung |
| ----------------------- | ----------------------- | ----------------------- | ----------------------- | ----------------------- | ----------------------- | ----------------------- | ----------------------- | ----------------------- |
| Jahr                    | 1962                    | 1968                    | 1975                    | 1982                    | 1990                    | 1999                    | 2007                    | 2018                    |
| Einwohner               | 1283                    | 1349                    | 1323                    | 1058                    | 1089                    | 1009                    | 913                     | 836                     |

## Sehenswürdigkeiten
- Abtei Saint-Savin-sur-Gartempe im UNESCO-Weltkulturerbe

## Städtepartnerschaften
Saint-Savin unterhält seit 1960 eine Städtepartnerschaft mit der belgischen Stadt Malle in Flandern und seit 1969 mit der deutschen Stadt Heusenstamm in Hessen.

## Persönlichkeiten
- François Favreau (1929–2021), römisch-katholischer Geistlicher, Bischof von Nanterre